# Lilian Lee
Lilian Lee, també coneguda com Li Pi-Hua (en xinès tradicional: 李碧華; en xinès simplificat: 李碧华; en pinyin: Lǐ Bìhuá) nom de ploma de Li Bai (xinès:李白, pronunciat Li Pak en cantonès) (Hong Kong 1959 -) escriptora, periodista i guionista xinesa. Molt popular sobretot gràcies a l’èxit de les nombroses pel·lícules basades en les seves novel·les.

## Biografia
Li Bai ó Li Bihua, va néixer a Hong Kong el 1959, en el si d'una rica família de professionals de la medicina tradicional xinesa, procedent de Taishan a la costa de Guangdong.
El seu avi patern era molt ric i tenia quatre dones. Tenia un negoci de farmacopea tradicional xinesa, que va ser continuat pel seu fill, el pare de Li Bihua. Així, va créixer en un ambient d’una gran casa antiga, on va escoltar històries que van alimentar la seva imaginació i li van proporcionar una font d’inspiració inesgotable.
Va estudiar a True Light Middle School (香港 真 光 中學), una escola protestant per a noies de Hong Kong, coneguda per promoure la creativitat i la innovació dels seus estudiants. Va estudiar breument al Japó, però principalment va estudiar dansa tradicional xinesa durant deu anys, amb classes addicionals a una escola de dansa de Nova York.

### Carrera periodística i literària
Mentre estudiava va començar a escriure per als diaris Happy Family (幸福 家庭) i Chinese Student Weekly (中国 学生 周报).
El 1985 va publicar la seva primera novel·la, "Rouge" (胭脂扣).
Les millors i més famoses novel·les de Li són aquelles que revisiten la història de grans figures femenines de la literatura xinesa, com Lu Xun (鲁迅) que reescriu contes i llegendes. Sovint la seva obra s'ha comparat amb la de les escriptores Zhou Wei Hui i Li Ang.
Ha estat autora d'almenys setanta-tres llibres, entre els qualsmés de vint són novel·les. Ha participat en la realització de dotze pel·lícules de Hong Kong.

## Obres destacades
- Rouge (胭脂扣)
- Farewell My Concubine (霸王别姬)
- Green Snake (青蛇)
- Sheng Si Qiao (生死橋)
- The Reincarnation of Golden Lotus (潘金蓮之前世今生)
- Fight and Love with a Terracotta Warrior (秦俑)
- Kawashima Yoshiko (滿洲國妖艷——川島芳子)
- Temptation of a Monk (誘僧)
- Dumplings (餃子)

### Adaptacions al cinema i premis
Coneguda per les seves novel·les, la majoria de best-sellers, però també per les seves nombroses adaptacions cinematogràfiques, les dues estretament relacionades; va participar activament en adaptacions com a guionista i, de vegades, fins i tot va editar novel·les sobre pel·lícules.
- 1982: Father and Son (父子情). Premi a la millor pel·lícula del Festival de Hong Kong 1982
- 1987: Rouge (胭脂扣). Dirigida per Stanley Kwan.Premi al millor guió del Festival de Hong Kong de 1985
- 1989:The Reincarnation of Golden Lotus (潘金莲之前世今生)
- 1990: Fight and Love with a Terracotta Warrior (秦俑). Dirigida per Ching Siu-tung.
- 1990: Kawashima Yoshiko (滿洲國妖艷——川島芳子)
- 1991: Red and Black (鬼干部)
- 1993: Farewell My Concubine -Bàwáng bié ji- 霸王别姬 - (Adéu a la meva concubina). Dirigida per Chen Kaige. Palma d'Or del Festival Internacional de Cinema de Cannes de 1993 i Globus d'Or a la millor pel·lícula de parla no anglesa de 1994.
- 1993: Green Snake (青蛇). Dirigida per Tsui Hark.
- 1993: Temptation of a Monk (誘僧)
- 2004: Dumplings (餃子). Dirigida per Fruit Chan.
- 2007: Sheng Si Qiao (生死橋)
- 2013: Tales from the Dark 1 (李碧華鬼魅系列/迷離夜)